# Spirou và Fantasio
Spirou et Fantasio (Spirou và Fantasio) là một bộ truyện tranh Pháp-Bỉ lần đầu xuất bản vào năm 1938. Bộ truyện này có nội dung tương tự như các truyện phiêu lưu mạo hiểm hài hước của Châu Âu như Tintin và Asterix. Đây là một trong những truyện tranh Bỉ cổ điển phổ biến nhất và, không như Tintin, truyện này hiện nay vẫn còn được xuất bản.
Spirou và Fantasio là hai nhân vật chính, hai nhà báo mạo hiểm tham gia vào những cuộc phiêu lưu thần kỳ, cùng với con sóc Spip của Spirou và nhà phát minh đồng thời là bạn của hai người Bá tước Champignac.
Bộ truyện đã được dịch ra nhiều thứ tiếng, trong đó có tiếng Hà Lan, tiếng Đức, tiếng Tây Ban Nha, tiếng Nhật, tiếng Phần Lan, tiếng Scandinavia và cả tiếng Việt. Chỉ có hai tập, tập 15 và 16, được dịch sang tiếng Anh, bởi Nhà xuất bản Fantasy Flight vào giữa thập niên 1990. Hiện nay những cuốn này đã tuyệt bản.
Tại Việt Nam, truyện đã được dịch sang tiếng Việt ở miền nam trước 1975 với tên gọi Phan Tân - Sĩ Phú, Phan Tân là Fantasio và Sĩ Phú là Spirou. Đến gần đây, bộ truyện đã được Nhà xuất bản Trẻ mua bản quyền và dịch lại với tên gọi Spirou và Fantasio.

### Nguồn gốc của Spirou

Spirou do Rob-Vel vẽ

### Spirou của Franquin

Spirou et les héritiers, 1952, Franquin vẽ

### Một bước chuyển dài

Tora Torapa, 1973, truyện của Fournier

Les faiseurs de silence, 1984, của Nic & Cauvin

### Spirou trong thời hiện nay với Tome & Janry

Vito la Déveine, 1991, của Tome & Janry

### Spirou ở thế kỷ 21

Paris-sous-Seine, 2004, by Morvan & Munuera

### Phát hành đặc biệt ("hors-séries")

Fantasio et le Fantôme

## Lịch sử